# Toyopet Master
La Toyota Master, lancée en janvier 1955, est une voiture de tourisme issue de l'évolution de la berline Toyota SF/RH (également connue sous le nom de Super) avec une carrosserie modernisée. Comme sa devancière, la Master est dotée d'un châssis de camion à cadre en échelle avec essieux rigides à ressorts à lames à l'avant et à l'arrière. La Master, plus classique, était commercialisée parallèlement à la première Toyota Crown, une version robuste et peu équipée, destinée aux taxis. La Master et la Crown partageaient le même moteur de série R, qui produit 48 ch (35 kW) sur la Master. Elle était vendue chez Toyota Store, une chaîne de concessionnaires Toyota Japan, à côté de la Crown, plus haut de gamme, conçue comme une alternative à la Master pour les particuliers,.

## Histoire
En 1955, Toyota n'était pas sûr que sa suspension indépendante à ressorts avant et les portes arrière à charnières arrière installées sur la Crown ne seraient pas trop radicales pour le marché des taxis. Lorsque les ventes de la Crown se sont avérées satisfaisantes, la berline Master a été abandonnée en novembre 1956. La carrosserie du Master a été construite par le sous-traitant de Toyota Kanto Auto Works, comme avec le modèle RHK Super précédent. Outre le besoin perçu d'un modèle plus robuste et plus conservateur pour les utilisateurs professionnels, Toyota souhaitait également fournir à Kanto Auto Works des travaux d'assemblage pour compenser le déplacement de Toyota de la production de la Crown entièrement en interne. Le chef de projet Tozo Yabuta a rapidement développé le Master en utilisant un grand nombre de pièces de la RHK, le premier prototype fonctionnant en mars 1954. Une étape apparemment rétrograde consistait à passer de la transmission à quatre vitesses à une transmission à trois vitesses (bien que la nouvelle unité ait été entièrement synchronisé), mais les acheteurs japonais de l'époque ont associé le besoin de nombreux engrenages avec des moteurs faibles.
La berline Master a été partiellement remplacée par la plus petite Toyota Corona en 1957, chez un nouveau concessionnaire japonais Toyota appelé Toyopet Store. Les panneaux de carrosserie RR Master ont été utilisés sous forme découpée comme moyen économique et rapide de concevoir ce nouveau ST10 Corona. Les installations de production du capitaine ont été transférées à la Crown. En 1995, Toyota a revisité l'approche d'une berline Crown de qualité commerciale, conçue principalement pour l'utilisation des taxis, et a présenté le Toyota Comfort qui est toujours en production, avec une utilisation prolifique à travers l'Asie.

## Masterline (RR)
La gamme Toyopet Master comprenait également le pick-up Masterline RR16, le fourgon Masterline RR17 et, plus tard, le pick-up double Masterline RR19 (avec deux rangées de sièges). Ces modèles furent lancés en novembre 1955, initialement en version simple cabine et fourgon. Ils remplaçaient les modèles commerciaux SG et furent les premiers pick-ups basés sur une voiture à entrer en production au Japon. Les châssis étaient fabriqués à l'usine principale de Toyota à Aichi, puis transportés par voie terrestre jusqu'à l'usine Kanto Auto Works de Yokosuka, où les carrosseries étaient assemblées principalement à la main. Le pick-up double fut ajouté en août 1956, date à laquelle le moteur fut modernisé pour atteindre 55 ch (40 kW). En 1958, la puissance avait encore été augmentée, atteignant 58 ch (43 kW). Le pick-up double cabine a été construit par Central Motor Co., qui a continué à produire ce type de carrosserie pour les générations suivantes jusqu'en décembre 1970. La double cabine pouvait accueillir six personnes avec une charge utile maximale de 500 kg (1 100 lb), mais était soumise à la taxe réduite appliquée aux véhicules utilitaires, ce qui la rendit populaire auprès des entreprises de construction et autres,.
Les modèles utilitaires Masterline ont été repris après l'arrêt de la production du Master. En 1957, le fourgon léger a été légèrement modifié et est désormais entièrement vitré, au lieu d'avoir des vitres latérales arrière en acier embouti. Les Masterline de première génération ont été construites jusqu'à leur remplacement par une nouvelle génération basée sur la Crown en mars 1959, destinée au réseau de distribution Toyota Store. Au total, 19 400 Master et Masterlines (à l'exclusion des RR19 construites par Central Motors) ont été construites par Kanto Auto Works jusqu'à la fin de la production en 1959. La Toyota RK était essentiellement une version plus robuste de la Masterline, partageant la même partie avant, les mêmes portes et le même moteur, mais avec un châssis, des essieux et une suspension plus renforcés pour permettre des charges utiles plus lourdes.
Toyota réussit à introduire une autre variante du thème Master/Crown avec le « Master Ribbon », apparu dans les catalogues d'exportation au premier semestre 1956. Il s'agissait d'une série de véhicules utilitaires légers reprenant les panneaux de carrosserie de la Masterline, mais avec le châssis Crown plus moderne, y compris la suspension avant indépendante de cette voiture. Un pick-up ou châssis-cabine deux portes (RS16) et un fourgon léger deux portes (RS17) étaient proposés, également disponibles avec conduite à gauche. Le moteur était le même bloc R de 48 ch (35 kW) que celui des autres modèles Master. Plus tard en 1956, une version pick-up deux places fit également son apparition, sous le code châssis RS19.

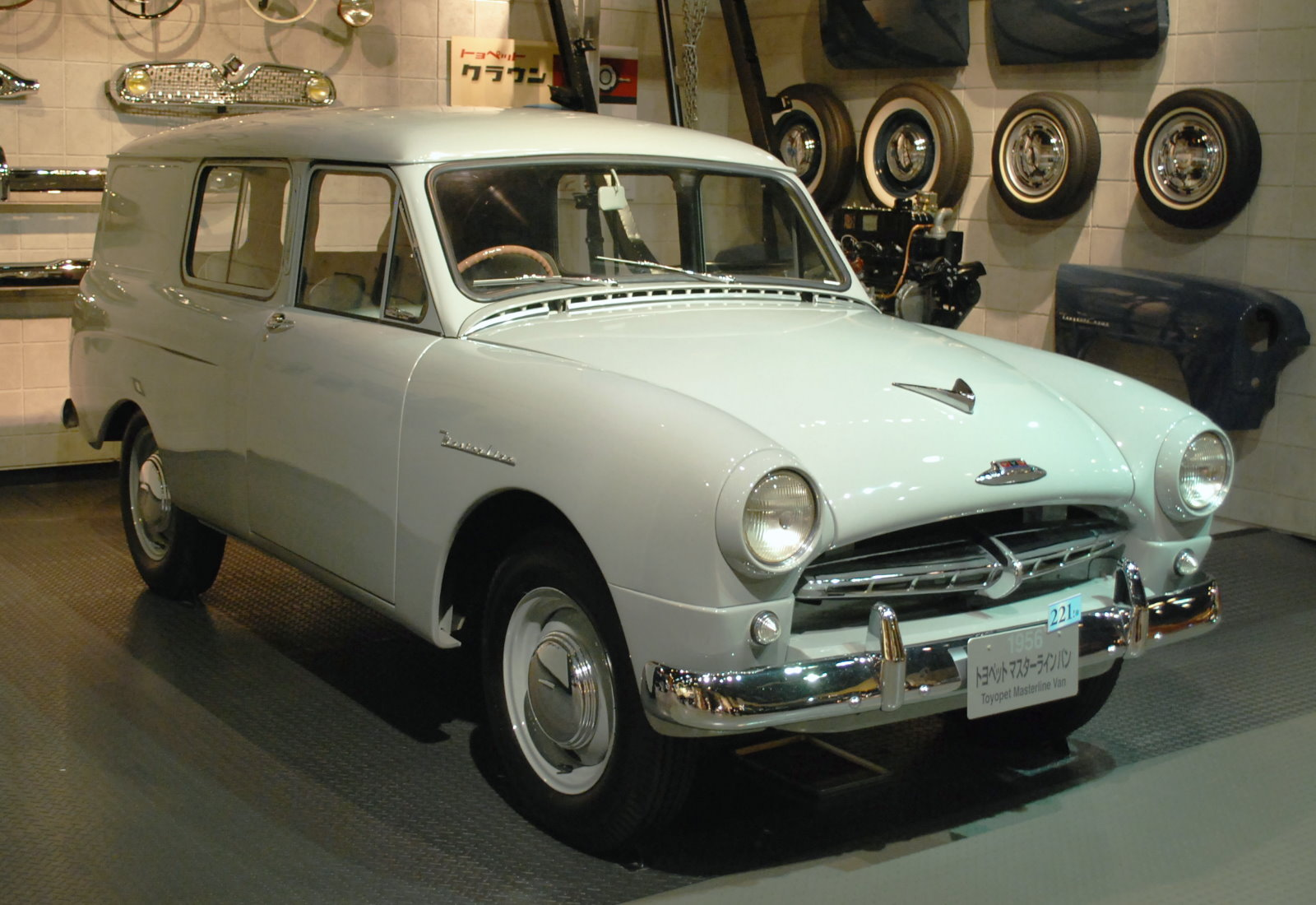
Fourgonnette Toyopet Masterline 1956 (RR17)
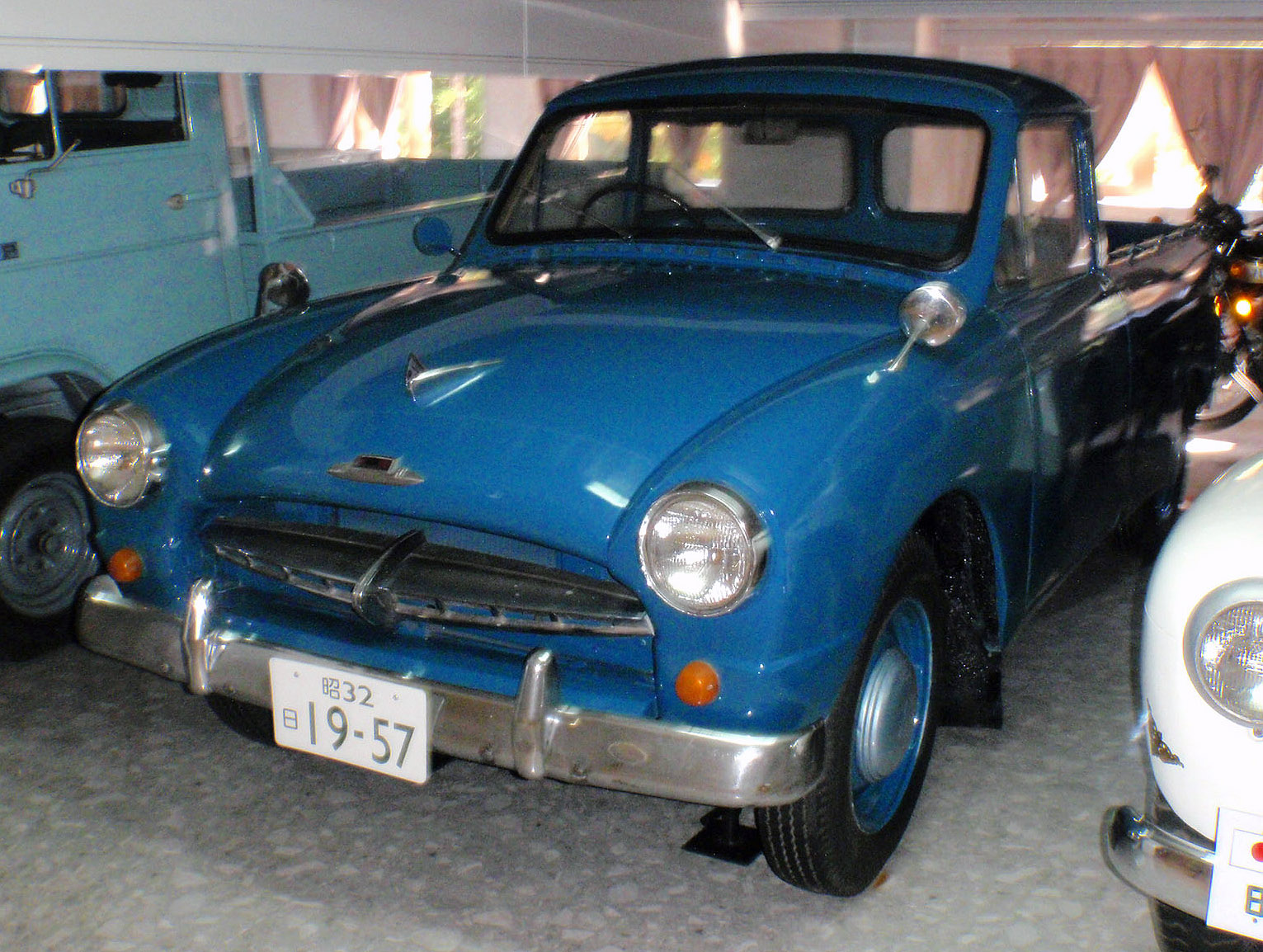
Pick-up Toyopet Masterline 1957 (RR16)

### Masterline (RS20/30)
Lors du restylage de la Crown, le nom Masterline fut transféré sur les versions commerciales. Cela impliquait une suspension avant indépendante associée à la carrosserie de la Crown ; Toyota n'utilisait désormais des essieux avant rigides que sur les camions destinés à transporter plus de 1,5 tonne (3 300 lb). La nouvelle version était disponible en pick-up simple cabine (RS26) ou en fourgonnette deux portes (RS26V), toutes deux équipées du moteur R de 1,5 litre.
En 1960, la réglementation fut modifiée : les voitures particulières et les utilitaires légers furent autorisés à être plus longs et plus larges, la cylindrée maximale passant de 1 500 à 2 000 cm³. Toyota répondit en conséquence avec les nouvelles Crown RS30 et RS36 Masterlines, commercialisées en juin 1960. C'est également à cette époque que Kanto Auto Works abandonna la production de la Masterline. Le pick-up fut baptisé RS36, tandis que la fourgonnette reçut le code châssis RS36V. Les carrosseries ont évolué et deux nouveaux modèles ont été introduits : un pick-up double cabine (RS36P) et un fourgon quatre portes (RS36V-B). Le moteur a été modernisé pour la version 3R de 1,9 litre. Autre différence : les voitures de la série RS36 sont équipées de jantes de 13 pouces (330 mm) à 5 boulons, au lieu des jantes de 15 pouces (380 mm) à 6 boulons utilisées sur les Masterlines précédentes.

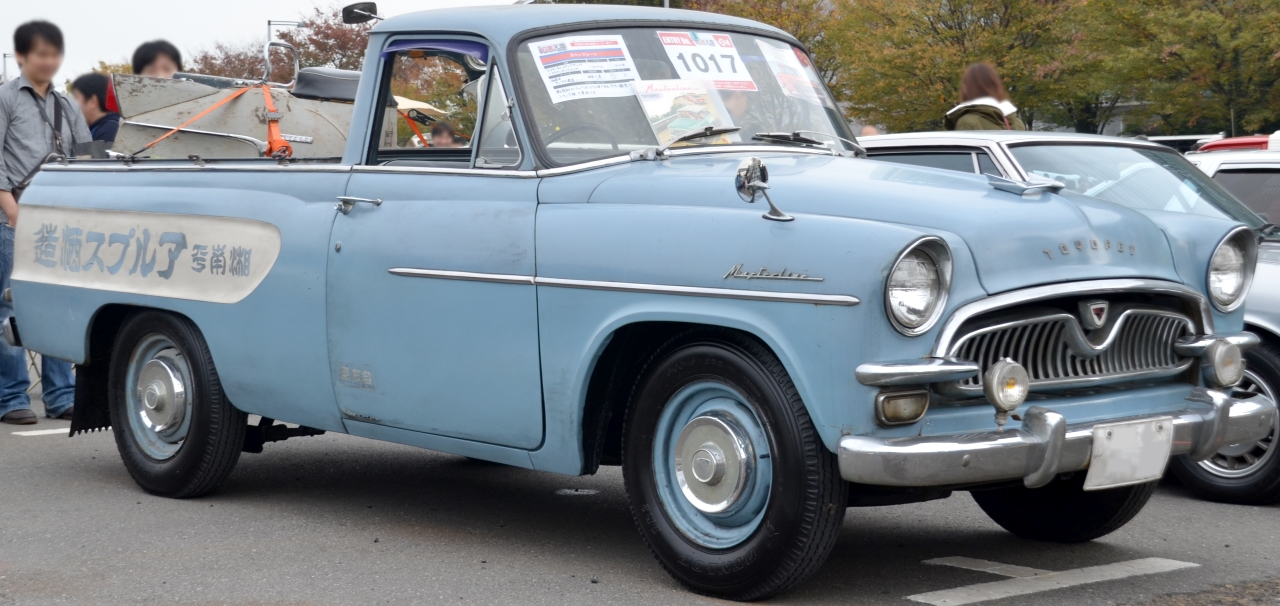
Pick-up Toyopet Masterline (RS26)
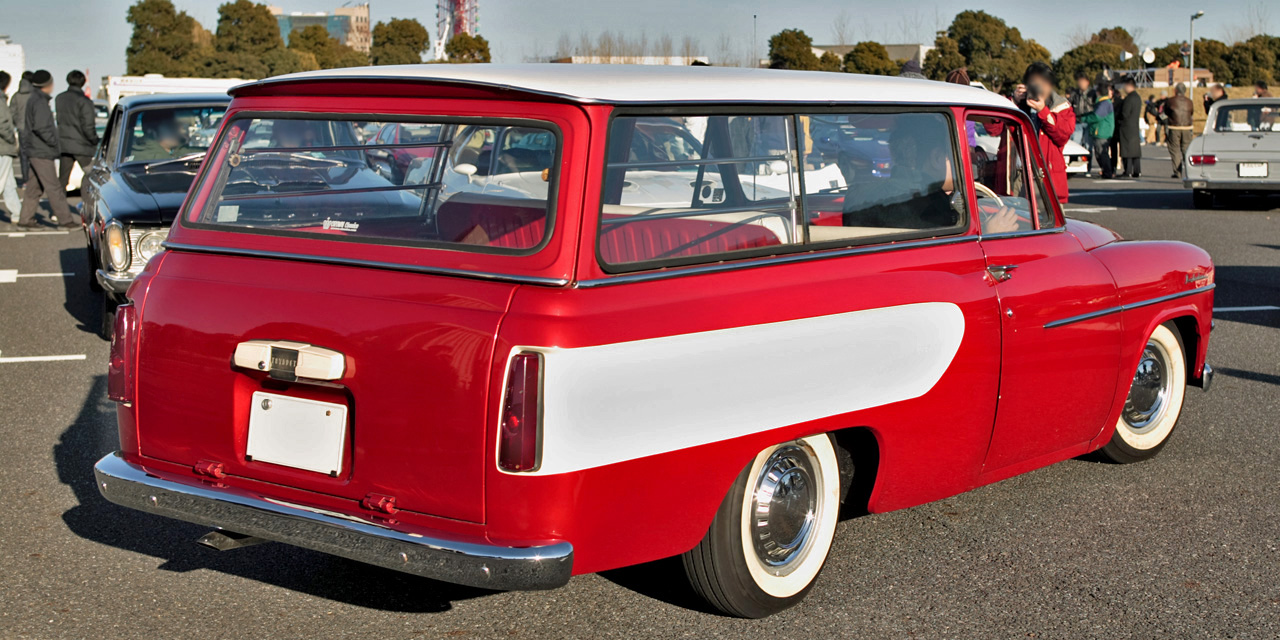
Fourgonnette légère Toyopet Masterline 1961 (RS36V)

### Masterline (RS40)

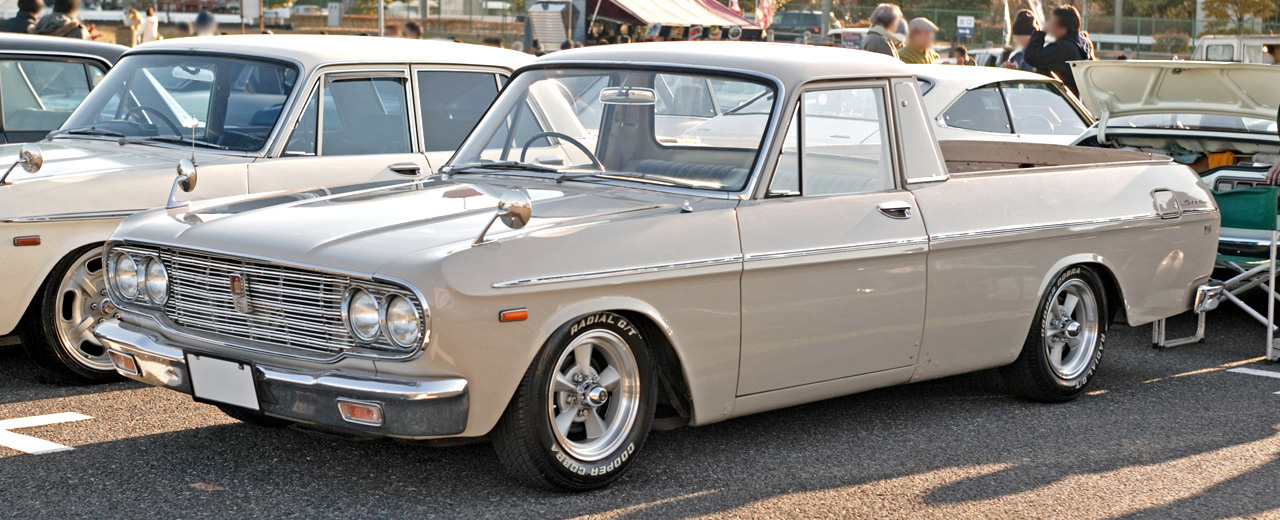
Toyota Crown Pickup (MS47), modèle du marché australien

La toute nouvelle RS46 Toyopet Masterline est arrivée en octobre 1962, équipée du même moteur 1,9 litre 3R de 80 ch (59 kW) que les précédents modèles RS36. Les carrosseries comprenaient un pick-up (RS46), un pick-up double cabine (RS46P) et un fourgon léger quatre portes (RS46V). La carrosserie fourgon deux portes a été abandonnée. Un modèle six cylindres en ligne de deux litres a été ajouté en novembre 1965 ; son code de châssis commençait par MS47. Comme les modèles précédents, la Masterline était vendue à l'exportation avec le logo Toyota Crown. La Masterline a été abandonnée en septembre 1967 avec l'introduction de la S50 Crown ; désormais, les modèles commerciaux ont également été vendus sous le nom de Crown au Japon. La production du pick-up Crown a définitivement pris fin fin 1970.